# Elisabeth Auguste xứ Sulzbach
Elisabeth Auguste xứ Sulzbach (Elisabeth Auguste; 17 tháng 1 năm 1721 – 17 tháng 8 năm 1794) là cháu gái lớn nhất của Tuyển hầu xứ Pfalz Karl III Philipp, và qua cuộc hôn nhân của bà với Tuyển hầu xứ Pfalz Karl IV Theodor, bà trở thành Tuyển hầu phu nhân xứ Pfalz và đến năm 1777, chồng bà thừa kế thêm Tuyển hầu xứ Bayern.
Cuộc hôn nhân kéo dài 52 năm giữa Elisabeth Auguste với Karl Theodor không hề hạnh phúc, họ chỉ sinh một con trai, nhưng đã qua đời khi còn bé. Cả hai vợ chồng đều có những người tình, dù không hạnh phúc nhưng họ không li dị cho đến khi Elisabeth qua đời vào năm 1794. Chồng của bà qua đời 5 năm sau đó, dù ông có nhiều con cái với người tình, nhưng đều không hợp pháp, vì thế toàn bồ chức tước và lãnh thổ đều được thừa kế bởi người họ hàng xa Maximilian xứ Zweibrücken.